# Noxon, Montana
Noxon är en ort i Sanders County i delstaten Montana, USA.